# Ride on Time (chanson de MAX)
Pour les articles homonymes, voir Ride on Time.
Singles de MAX
Hikari no Veil
(1998) Grace of My Heart
(1998)
Ride on Time (titré : Ride on time) est le dixième single du groupe MAX.

## Présentation
Le single, produit par Max Matsuura, sort le 23 juillet 1998 au Japon sous le label avex trax, trois mois seulement après le précédent single du groupe Hikari no Veil, au format mini-CD de 8 cm de diamètre, alors la norme pour les singles dans ce pays. Il atteint la 4e place du classement des ventes de l'Oricon, et reste classé pendant treize semaines. Il restera le troisième single le plus vendu du groupe, derrière Give Me a Shake (de 1997) et Issho ni... (de 1999).
La chanson-titre est utilisée comme générique de fin du drama Sweet Devil dont les membres de MAX sont les héroïnes. La chanson en "face B", Don't You Love Me, est une reprise du titre homonyme de Virginelle, et est utilisée comme générique d'ouverture du drama. Les deux chansons figureront sur le troisième album original du groupe, Maximum Groove qui sortira cinq mois plus tard. Leurs versions instrumentales figurent aussi sur le single.
La chanson-titre figurera aussi sur les compilations de MAX, Maximum Collection de 1999, Precious Collection de 2002, et Complete Best de 2010 ; elle sera remixée sur ses albums de remix Hyper Euro Max de 2000, Maximum Trance de 2002, et New Edition de 2008. Un extrait des deux chansons figurera dans le mega mix figurant sur le CD bonus de la première édition de Maximum Collection.

## Liste des titres
| CD    | CD                                                           | CD                                             | CD    | CD | CD | CD | CD | CD | CD |
| No    | Titre                                                        | Paroles / Musique / Arrangements               | Durée |    |    |    |    |    |    |
| ----- | ------------------------------------------------------------ | ---------------------------------------------- | ----- | -- | -- | -- | -- | -- | -- |
| 1.    | Ride on Time (Ride on time)                                  | Goro Matsui / Kiichi Yokoyama / K. Yokoyama    | 4:25  |    |    |    |    |    |    |
| 2.    | Don't You Love Me (DON'T YOU LOVE ME)                        | Kazumi Suzuki / Groove Surfers / Y. Hoshino    | 4:41  |    |    |    |    |    |    |
| 3.    | Ride on Time (Original Karaoke) (Ride on time ...)           | (Instrumental) / Kiichi Yokoyama / K. Yokoyama | 4:25  |    |    |    |    |    |    |
| 4.    | Don't You Love Me (Original Karaoke) (DON'T YOU LOVE ME ...) | (Instrumental) / Groove Surfers / Y. Hoshino   | 4:40  |    |    |    |    |    |    |
| 18:11 |                                                              |                                                |       |    |    |    |    |    |    |